# گجوکاج (آلبانی)
گجوکاج (به لاتین: Gjokaj) یک روستا در آلبانی است که در وورا واقع شده‌است.